# Barrio del Carmen, San Bernardo Mixtepec
Barrio del Carmen är en ort i Mexiko.   Den ligger i kommunen San Bernardo Mixtepec och delstaten Oaxaca, i den sydöstra delen av landet, 400 km sydost om huvudstaden Mexico City. Barrio del Carmen ligger 1 664 meter över havet och antalet invånare är 105.
Terrängen runt Barrio del Carmen är kuperad åt sydost, men åt nordväst är den bergig. Barrio del Carmen ligger nere i en dal. Runt Barrio del Carmen är det ganska tätbefolkat, med 67 invånare per kvadratkilometer. Närmaste större samhälle är Trinidad Zaachila, 17,3 km nordost om Barrio del Carmen. I omgivningarna runt Barrio del Carmen växer huvudsakligen savannskog.